# 로마켓 사건
로마켓(Law Market)은 대한민국의 모든 법조인들의 개인신상정보와 사건수임정보를 데이터베이스로 구축하고 각종 법률정보서비스를 제공하는 인터넷 법률포털이다. 로마켓은 2005년 12월에 이러한 데이터베이스를 기반으로 변호사 7000여명의 최근 10년간 사건수임내역을 분석해 승패율, 전문분야, 인맥관계 등을 제공하는 ‘변호사전문성지수’서비스를 시작하였다.이에 변호사들이 이 서비스 제공은 자신들의 인격권 및 자기정보통제권을 침해하는 것이라며 민사소송의 제기 및 형사 고소를 하기에 이르렀다.

## 사건의 전개
- 로마켓 변호사 수임 사건 내역과 승패율, 전문분야 등을 보여주는 서비스 시작
- 2005.12. 20 서울지방 변호사회 명예훼손 및 업무방해 혐의로 로마켓을 검찰에 고소
- 검찰의 무혐의 처리
- 2007. 2. 16 서울고법에 항고, 3. 28 항고도 기각
- 2006. 1. 11 서울지방 변호사회 서울중앙지법에 정보공개중지가처분신청
- 서울중앙지법은 인용결정, 그러나 개인정보제공서비스금지 신청은 기각결정
- 2006. 3. 16 서울지방 변호사회 로마켓에 정보게시금지 등 청구소송
- 2007. 7. 6 서울중앙지법은 원고일부 승소판결, 손해배상과 변호사 개인신상 정보제공 금지신청은 기각
- 이에 대해 서울지방 변호사회는 고등법원에 항소
- 서울고법은 인맥지수는 허용, 개인별 승소율과 전문성지수 공개는 제한
- 서울지방 변호사회 대법원에 상고
- 2011. 9. 2 대법원 전원합의체 원심 파기, 환송
- 법률신문사 로마켓 상대 데이터베이스침해 금지 가처분신청
- 서울중앙지법, 인용결정
- 로마켓, 저작권법 위반과 정보통신망침해 등으로 기소당함
- 서울중앙지법, 유죄선고 (벌금형, 징역&집행유예)

## 쟁점

### 피고 측
- 표현의 자유와 알 권리
  - 의의 및 헌법상 근거

표현의 자유는 우리 헌법 21조 1항에서 규정하고 있는 권리로서, 언론 ․ 출판의 자유와 동치의 의미를 갖는 권리이다. 전통적으로는 사상 또는 의견의 자유로운 표명(전달의 자유와) 그것을 전파할 자유(전달할 자유)를 의미하는 것으로서 사인간 소통을 위한 자유권에 해당한다. 알 권리란 정보에의 접근과 수집 그리고 처리의 자유를 보장하는 권리로서 표현의 자유와 표리일체의 관계에 있어 표현의 자유를 뒷받침해주는 권리라 할 수 있다. 알 권리가 행복추구권의 중요한 내용을 이룬다는 점에서 헌법 10조를 알 권리로 보는가 하면 여타의 헌법의 다수조항에서 그 근거를 찾기도 한다.
- 본 사건과의 관계
  - 이 사건에서 로마켓은 법률 서비스 시장에 있어서의 국민들에 대한 ‘알 권리’ 충족을 위하여 법률 서비스를 제공하는 것을 주요 의의로 주장함으로써‘알 권리’의 충족이 개인의 인격권보다 우선한다는 논리적 접근을 보여주고 있다.

### 원고 측
- 인격권 및 자기정보결정권
  - 의의 및 헌법상 근거

일반적으로 인격권이라 함은 권리주체와 분리될 수 없는 인격적 이익, 즉 생명, 신체, 건강, 명예, 정조, 성명, 초상, 사생활의 비밀과 자유 등의 향유를 내용으로 하는 권리를 말한다. 자기정보결정권이란 인격권에 근거한 권리로서 자신에 관련된 정보의 가공 및 활용에 있어 자신에게 그 결정권이 있다는 권리이다. 인격권은 우리 헌법 10조의 인간의 존엄성을 존중하는 조항과, 17조의 사생활의 비밀과 자유조항, 그리고 제37조 1항의 헌법에 열거되지 아니한 자유와 권리의 존중조항 등을 근거로 하여 보장된다고 할 수 있다.
- 본 사건과의 관계
  - 본 사건에서 서울지방변호사회는 로마켓의 인맥 지수 등 서비스 제공이 자기정보결정권을 침해할 뿐만 아니라 인격권의 침해를 야기한다고 주장하였다.

## 판결

### 가처분신청: 개인정보게시금지 (2006카합 147)

#### 판례내용 보기
서울지방변호사회측에서는 피신청인인 로마켓이 신청인인 서울지방변호사회로부터 아무런 동의를 받지 아니한 채 이 사건 홈페이지를 통해 개인정보를 제공함으로써 신청인들의 명예를 훼손하고 있을 뿐만 아니라 그 영업을 방해하고 있으므로, 이로 인한 현저한 손해를 막기 위해 신청취지와 같은 가처분결정의 발령을 구한다는 것을 주장하였다. 반면에 피신청인측인 로마켓에서는 이 사건이 소송정보 및 개인정보는 이미 공개된 정보일 뿐만 아니라 신청인들의 자기정보통제권이 미칠 수 없는 정보임을 주장하였다. 그리고 피신청인인 로마켓도 정보접근권에 기하여 현행 법률에 반하지 아니하는 방법으로 위 정보에 접근할 권리를 가진다고 주장하였고, 이에 따라 취득한 정보를 재처리하여 이 사건 홈페이지에 게시하는 것도 위법하다고 할 수 없으므로, 이 사건 신청은 이유 없다고 항소하였다. 이에대한 두 원고와 피고의 주장에 대해서 법원은 인맥지수의 사적, 인격적 성격, 산출과정에서의 왜곡가능성, 그 이용으로 인한 원고들의 이익침해와 공적 폐해의 우려 등을 이유로 인맥 지수 서비스 제공행위는 원고들의 개인정보에 관한 인격권을 침해하는 위법하다고 판단하였다. 다만 변호사들의 승소율이나 전문성 지수를 공개한 행위에 대해서는 변호사의 직무수행 영역에서 형성된 공적 정보로서의 성격, 승소율이나 전문성 지수 등의 산출방법의 합리성 등을 이유로 위법하지 않다고 판단하였다.

### 정보게시금지 및손해배상청구 (2006가합 22413)

#### 재판의 배경
원고측에서는 이 사건의 개인신상정보 및 수임내역 정보는 원고가 갖는 자기정보통제권의 대상이 되는 정보임을 주장하였다.그럼에도 불구하고 피고는 원고로부터 아무런 동의를 받지 않고 위 정보를 수집한 후,이를 자의적으로 재처리하여 일반시민에게 제공함으로써 원고의 인격권 및 자기정보통제권을 침해하였다고 주장하였다. 이에따른 로마켓 서비스의 중단과 이로 인하여 원고가 입은 정신적 손해의 배상을 구한다고 소를 제기하였다.
이에 대해 피고측인 로마켓에서는 개인신상정보 및 수임내역정보는 이미 일반 시민에게 공개되어 있던 정보로서 법령상 수집이 금지되어 있지 않으므로 피고가 위법한 방법으로 정보를 수집하였다고 볼 수 없다고 주장하였다. 그리고 피고인 로마켓은 이와 같이 공개된 정보를 체계적으로 수집하고 정리하여 제공한 것에 불과하므로 원고의 어떠한 권리도 침해한 바가 없으며, 피고의 서비스 제공으로 인하여 원고가 어떠한 정신적인 손해를 입었다고 볼 수도 없다고 항변하였다. 이에 대해 법원에서는 다음과 같은 근거를 들어 판결을 하였다.
1. 개인신상정보는 이미 다른 인터넷 포털사이트 혹은 언론사 홈페이지 등을 통하여 일반인이 손쉽게 접할 수 있으며 원고들의 동의가 없었다고 하더라도 로마켓은 개인신상정보를 일반인에게 제공할 수 있다.
2. 변호사들의 승소율, 전문성 지수 등 서비스 제공은 그 전문성 산정 과정에서 부당성이 인정된다.
3. 원고의 손해배상청구에 관하여 살펴보면, 개인의 정보가 명시적 동의 없이 타인에 의해 수집되었다는 사실만 가지고 곧바로 그 개인에게 정신적 손해가 발생하였다고 단정하기는 어렵다.
4. 개인정보의 이용으로 인하여 그 개인에게 정신적 손해가 발생하였다는 사정이 구체적으로 입증되어야 한다.
5. 피고가 이 사건 수임내역 정보를 이용하여 위와 같은 서비스를 제공함으로 인하여 원고들이 개별적이고 구체적으로 정신적 피해를 입었다고 인정할 만한 아무런 증거가 없다.

- 판례의 결정
  - 따라서 피고의 개인신상정보 제공 (인맥지수 서비스) 은 위법하지 않다.
  - 원고의 자기정보통제권을 침해한 점은 위법하다.
  - 원고들의 위자료 청구는 모두 이유 없다.

### 2심: 정보게시금지 및손해배상청구
- 판례 내용
  - 당사자 주장

원고측 주장
원고들에 대한 이 사건 개인신상정보 및 사건정보는 동의를 요구하는 자기정보결정권의 일부에 해당하지만, 피고가 이를 자의적으로 재처리 하여 제공하여 원고의 인격권 및 자기정보결정권을 침해하고 있으므로 서비스의 중단과 이로 인하여 입은 정신적 손해의 배상을 요구하였다.
피고측 주장
피고측에서는 이 사건에 대한 원고측의 주장 중 개인신상정보 및 사건정보는 이미 게재되어 있는 것인바 이 경우 공적인 범위에 해당하므로 원고의 자기정보결정권 주장은 이유가 없다고 주장하였다.
- - 법원의 판단

사건정보 또는 이와 관련한 정보는 개인정보로서 사건에서의 원고의 동의 없이 이용하는 것이 위법할 뿐 만 아니라 이의 수집과정에서 위법성이 있는 점과 위 정보를 이용하여 승소율과 전문성을 나타내는 지수는 원고들의 자기정보결정권을 침해하는 것으로서 제공하는 것이 인정될 수 없다고 판단하였다.
손해배상 청구와 관련하여서는 위 정보의 이용과 관련 데이터베이스의 구축으로 인하여 피고에게 곧바로 정신적 손해가 야기된다고 볼 수 없고, 이로 인해 원고들이 일률적으로 손해를 입었다고 달리 볼 이유가 없으므로 본 사건에서의 청구는 기각한다고 보았다.

### 3심: 정보게시금지 및손해배상청구 (2008다42430])
- 재판의 배경
  - 원고측인 서울지방변호사회에서는 다음과 같은 이유로 이 사건을 상고하였다. 로마켓의 개인인신상정보를 바탕으로 한 인맥지수 서비스 제공은 서울지방변호사회의 인격권 및 자기정보통제권을 침해하는 것으로 정보게시금지와 이로 인한 정신적 손해 배상을 청구하였다. 이에 대해 피고측인 로마켓은 이 사건의 소송수행내역 및 승소율, 전문성지수 서비스 제공에 대한 정보게시금지처분은 로마켓과 일반인들의 표현의 자유 및 알권리를 침해하므로 상고하였다. 이에 대하여 대법원은 다음과 같은 이유를 근거를 들어 판단을 하였다.

판례의 근거
- 1. 인맥 지수 서비스 제공행위는 인맥지수의 사적, 인격적 성격, 산출과정에서의 왜곡을 할 가능성이 있다.

- 2. 그 이용으로 인한 서울지방변호사회들의 이익침해와 공적 폐해의 우려된다.

- 3. 다만 변호사들의 승소율이나 전문성 지수를 공개한 행위에 대해서는 변호사의 직무수행 영역에서 형성된 공적 정보로서의 성격, 승소율이나 전문성 지수 등의 산출방법이 합리적이 할 수 있다.

판례의 결정
- 1. 인맥 지수 서비스 제공행위는원고들의 개인정보에 관한 인격권을 침해하는 위법한 행위라고 할 수 있다.

- 2. 서울지방변호사회의 자기정보통제권을 침해한 점은 위법하다.

- 3. 서울지방변호사회들의 위자료 청구는 모두 이유 없다.

## 참고기사
- '사건승소율 공개' 법조인들 반발 2005.12.10 <법률신문> < 장정화 · 오이석 기자 >
- 변호사정보 임의공개 법적대응 2005.12.26 <연합뉴스><임주영 기자>
- 변호사 승소율 공개 정지하라 2006.01.11 <법률신문> <오이석 기자>
- 서울변회, 로마켓 상대 손배소 제기 보관됨 2011-10-07 - 웨이백 머신 2006.03.20 <법률신문><김백기 기자>
- 변호사 승패율 등 게재 로마켓 무혐의처분 항고[깨진 링크(과거 내용 찾기)] 2007.02.22 <법률신문 > <오이석 기자>
- “변호사 승소율 서비스는 불법” 2007.07.06 <한겨레 신문> < 김지은 기자 >
- 법률포털 ‘로마켓’…변호사들 상대로 판정승  2008.04.21 <브레이크 뉴스> <신종철 기자>
- 법원, '로마켓'의 법조인 검색서비스에 제동 2008.07.24 <법률신문> <김소영 기자>
- '법조인대관' 무단도용 '로마켓'대표에 징역형  2009.10.20 <법률신문> <김소영 기자>
- 대법, 법조인 인맥지수 공개금지訴 파기환송 [깨진 링크(과거 내용 찾기)] 2011.09.02 <뉴시스> <김종민 기자>

## 참고 문헌
- 헌재 1992.2.25, 89헌가104(군사기밀보호법상의군사기밀), 판례집 4, 64,93
- 헌재1991.5.13 90호마133
- 이하 권영성<<헌법학원론>> 법문사 p.452
- 송영식`이상정`황종환 공저 <<육법사>> p560~p561, p564 지적소유권법

## 같이 보기
- 대한민국 헌법 제10조
- 대한민국 헌법 제17조
- 대한민국 헌법 제21조
- 대한민국 헌법 제31조
- 대한민국 저작권법 제2조